# Steve Augeri
Steve Augeri a été chanteur du groupe américain Journey. Il a participé aux albums Arrival (2001); Red 13 (2002); Generations (2005) et Revelation (2008).